# Dereköy, Pülümür
Dereköy là một xã thuộc huyện Pülümür, tỉnh Tunceli, Thổ Nhĩ Kỳ. Dân số thời điểm năm 2010 là 46 người.